# Modèle VRIN
Le modèle VRIN (ou modèle VRIO) est un modèle de stratégie qui permet d'évaluer les forces stratégiques d'une entreprise. Selon ce modèle, l'avantage concurrentiel d'une compagnie réside dans sa capacité à combiner des ressources et des compétences créatrices de valeur, rares, difficilement imitables et non substituables.

## Concept

### Une grille d'évaluation
Le modèle VRIN est développé par le professeur de stratégie Jay Barney en 1991. Il analyse l'importance des ressources et des compétences d'une entreprise dans l'avantage comparatif de l'entreprise. Il déduit que les ressources et compétences d'une entreprise doivent être valorisables, rares, inimitables et non substituables.
| Créateur de valeur ? | Rare ? | Inimitable ? | Non-substituable ? |            | Avantage comparatif |
| -------------------- | ------ | ------------ | ------------------ | ---------- | ------------------- |
| Non                  | Non    | Non          | Non                |            | Inexistant          |
| Oui                  | Non    | Non          | Non                | Faible     |                     |
| Oui                  | Oui    | Oui          | Non                | Temporaire |                     |
| Oui                  | Oui    | Oui          | Oui                | Soutenable |                     |

### Les quatre critères
La valeur est le premier critère. La compétence de l'entreprise doit être valorisable, c'est-à-dire pouvoir générer de la valeur. L'utilisation de ressources ou compétences de valeur dans le processus de production permet d'effectuer des économies de champs.
La rareté est le fait que les concurrents ne disposent pas ou peu de la ressource ou de la compétence nécessaire à la production. Les coûts élevés de l’acquisition pour l'entreprise font office de barrière à l'entrée d'un secteur.
Le critère d'inimitabilité fait référence à l'impossibilité pour les entreprises concurrentes de copier et reproduire. Les savoir-faire propres à l'entreprise permettent de rendre plus difficile l'imitation d'un produit.
La non-substituabilité, enfin, est l'impossibilité de substituer des ressources ou des compétences par une autre dans le cadre de la production. Un client ne peut pas obtenir les mêmes avantages comparatifs en substituant ces ressources.
Le dernier critère a été récemment remplacé par un critère organisationnel afin de rendre compte de la capacité de l'organisation d'une entreprise à utiliser les ressources et compétences efficacement.

## Postérité et critiques
Le modèle est critiqué en 2003 par Hoopes, Madsen et Walker. Ils considèrent que le critère de valeur n'entre en jeu que dans le cas où la ressource a en elle-même une valeur propre, qu'elle ne peut pas être imitée par des concurrents.
Pour le professeur de stratégie Ron Sanchez, le défaut principal du modèle est son manque de conceptualisation et de précision des quatre critères.